# Grad Vadstena
Vadstenski grad (švedsko Vadstena slott) je nekdanji kraljevi grad v Vadsteni, provinca Östergötland, Švedska, ki ga je v 16. stoletju zgradil kralj Gustav Vasa kot obrambno strukturo. Obrambna naloga je bila opuščena, sinovi Vasa pa so v stavbi opremili reprezentativno rezidenco. Po času, ko je bila dvorana kraljeva rezidenca, so jo med drugim uporabljali za tkanje damasta in kot skladišče žita. Leta 1899 se je v grad preselil Nacionalni arhiv, kjer v vzhodni polovici ostaja še danes (2019). Zahodna polovica prikazuje kraljeve notranjosti iz 16. in 17. stoletja. Grad je državni spomenik od 25. januarja 1935.
Leta 1997 so se začela obsežna dela za obnovo porušenega zaščitnega obzidja okoli dvorišča in obnovo dveh kvadratnih stolpov v južnih kotih dvorišča; dela, ki so pomenila eno največjih sprememb švedskega kulturno-zgodovinskega spomenika v 20. stoletju. Vlada je 1. novembra 2007 določila predpise o varstvu gradu kot državnega spomenika.

## Zgodovina
Vadstenski grad je bil prvotno zgrajen leta 1545 s strani kralja Gustava I. kot trdnjava za zaščito Stockholma pred sovražniki, ki so se približevali z juga. Trdnjavo so sestavljale tri manjše kamnite stavbe, obrnjene proti jezeru Vättern, tri 31 metrov široka obzidja, dvorišče, obrambni jarek in štirje okrogli topovski stolpi. Prvotno obzidje je bilo porušeno v 19. stoletju, sedanje obzidje pa je bilo odprto leta 1999. Kamnite stavbe so kasneje tvorile pritličje gradu.
22. avgusta 1552 se je kralj Gustav I. v Vadsteni poročil s svojo tretjo ženo Katarino Stenbock. Ena od grajskih banketnih dvoran se imenuje Poročna dvorana (švedsko Bröllopssalen), čeprav njena gradnja ni bila pravočasno končana za poroko.
Prenova iz trdnjave v bivalni grad se je začela v 1550-ih, ko je princ Magnus postal vojvoda Östergötlandski. Vojvoda Magnus je trpel za duševno boleznijo in je bil edini sin Gustava I., ki ni postal švedski kralj. Magnus je umrl leta 1595 in je pokopan v cerkvi bližnjega Vadstenskega samostana.
Do leta 1620, ko je bil grad dokončan, so k njegovi gradnji prispevali vsi kralji iz rodbine Vasa. Od leta 1620 je grad zelo dobro ohranjen in je eden najboljših primerov renesančne arhitekture na Švedskem.
Vadstenski grad je bil kraljeva palača do leta 1716, ko je kraljeva družina izgubila zanimanje zanj; nato je postal skladišče za žito.

## Danes
Od leta 1899 v gradu domuje Pokrajinski arhiv, danes pa si lahko obiskovalci ogledajo tudi grajski muzej s pohištvom, portreti in slikami iz 16. in 17. stoletja. Grad je tudi sedež Mednarodne akademije Vadstena, najmanjše švedske operne hiše, ki naroča nove opere in obuja izgubljene opere iz arhivskih partitur. Poleti dvorišče gosti številne koncerte; tako klasična kot pop glasba.

### Notranjost
Vzhodna polovica gradu pripada Nacionalnemu arhivu in je bila v 20. stoletju manjše notranje prenove, da bi postala pisarniški prostor. V zahodnem delu so dvorane na ogled javnosti. V prvem nadstropju gradu je tako imenovani Herreköket, kjer so pripravljali hrano, in Borgstugan, ki je pripadal grajskim vojakom. V drugem nadstropju sta Drabantsalen in tako imenovani Bröllopssalen. Tako se imenuje, ker se je prej domnevalo, da sta se tukaj Gustav Vasa in Katarina Stenbock leta 1552 poročila, vendar so kasnejše raziskave pokazale, da grad takrat ni bil zgrajen do drugega nadstropja. V Bröllopssalen akademija Vadstena vsako poletje prireja opero. V drugem nadstropju se nahaja tudi tako imenovani Godegårdsrummet, ime, ki ga je dobil, ko so vanj v zadnjem času namestili poslikan lesen strop iz mlina Godegård. V tretjem nadstropju sta Velika in Mala državniška dvorana, več manjših dvoran in palačna kapela za kralje in dvor. Zahodni del tretjega nadstropja je danes opremljen s strani fundacije gradu Vadstena in z depoziti Narodnega muzeja.
Od štirih topovskih in poštnih stolpov je severozahodni na ogled javnosti. Jugozahodnega si lahko ogledate med vodenimi ogledi ali ko se tam odvijajo umetniške razstave. Severovzhodni je bil obnovljen in posodobljen za prostore Narodnega arhiva, jugovzhodni, ki je najbolje ohranjen, pa ni na ogled javnosti.
- Kapela v glavnem stolpu
- Zimski pogled s severovzhoda
- Poletni pogled z jugozahoda
- Okrogli stolpi ob jarku
- Podstavek s topom iz 17. stoletja
- Glavna vrata
- Most, ki vodi do glavnih vrat
- Stolp
- Viseči most
- Top na trdnjavskem obzidju